# AEA Silver Dart
Dimensions
Le Silver Dart était un avion canard et le dernier aéroplane expérimental produit par l'Aerial Experimental Association dont faisait partie Alexandre Graham Bell. Ce biplan monoplace conçu par John Alexander Douglas McCurdy était probablement le plus évolué des aéroplanes réalisés par l’AEA. Construit en tubes d’acier et bambou, bois et câbles d’acier, il avait un entoilage en soie caoutchoutée comme les dirigeables et une hélice sculptée dans un seul bloc de bois.
Le 23 février 1909 à Baddeck en Nouvelle-Écosse, le Silver Dart devient le premier avion à moteur contrôlé à voler au Canada et dans l'Empire britannique piloté par John A. D. McCurdy. Il monta à une altitude de 9 mètres et vola sur près d'un kilomètre et demi à 65 km/h.
Le 10 mars 1909 McCurdy effectua un vol en circuit fermé de 32 km. L’armée canadienne ne semblait nullement impressionnée, l’idée générale étant qu’un aéroplane n’aurait jamais grande utilité dans une guerre. Elle invita pourtant l’AEA à venir présenter son engin à Petawawa. Or, le Silver Dart reposait sur de petites roues s’accommodant mal du terrain sablonneux qui lui était proposé et les décollages étaient laborieux. Au cours de son cinquième vol à Petawawa, une roue heurta une bosse sur la zone d’atterrissage. McCurdy ne parvint pas à reprendre en main son engin qui termina ainsi sa carrière.
Le 23 février 2009 a eu lieu à Baddeck, en Nouvelle-Écosse, une commémoration pour le 100e anniversaire du premier vol au Canada.
Une réplique de l'AEA Silver Dart daté de 1958 peut être vue aujourd'hui au Musée de l'aviation du Canada à Ottawa.